# داستان پام بیچ
داستان پام بیچ (انگلیسی: The Palm Beach Story) فیلمی در ژانر کمدی رمانتیک به کارگردانی پرستون استرجیس است که در سال ۱۹۴۲ منتشر شد.

## بازیگران
- جوئل مک‌کری
- کلودت کولبرت
- مری آستور
- ویلیام دمارست
- رابرت وارویک
- آرتور هویت
- چستر کانکلین
- فرانکلین پاننگبورن
- جی. فارل مک‌دانلد
- اودت میرتیل
- رابرت گریگ
- توربن مایر
- فرد تونز
- بایرون فولگر
- جک نورتون
- جولیوس تانن
- چارلز آر. مور